# Biroella aruensis
Biroella aruensis är en insektsart som beskrevs av Bolívar, C. 1930. Biroella aruensis ingår i släktet Biroella och familjen Morabidae. Inga underarter finns listade i Catalogue of Life.